# لاملش
لاملش (به انگلیسی: Lamlash) یک روستا در بریتانیا است که در ایرشر شمالی واقع شده‌است. لاملش ۱٬۱۰۰ نفر جمعیت دارد.